# David James
David Benjamin James (ur. 1 sierpnia 1970 w Welwyn Garden City) – angielski piłkarz występujący na pozycji bramkarza oraz trener piłkarski. Obecnie jest trenerem Kerala Blasters.

## Kariera klubowa
David James pochodzi z Welwyn Garden City. W roku 1986 dołączył do ekipy juniorów Watford. Trzy lata później został włączony do pierwszej drużyny. Swój ligowy debiut zaliczył 25 sierpnia 1990 w przegranym 2:1 meczu z Millwall na Vicarage Road. W sezonie 1990/91 został Piłkarzem Roku swojego klubu. 6 maja 2008 został włączony do Hali Sław Watfordu. 6 lipca 1992 za kwotę jednego miliona funtów przeszedł do Liverpoolu. W nowym klubie zadebiutował 16 sierpnia w spotkaniu z Nottingham Forest. W pierwszym sezonie tam spędzonym wystąpił jeszcze w dwudziestu ośmiu meczach. W następnym zaś stał się zmiennikiem Bruce Grobbelaara. Do pierwszego składu powrócił 31 stycznia 1993, kiedy to zagrał w meczu z Arsenalem. W roku 1995 zdobył wraz ze swoją drużyną Puchar Ligi Angielskiej. 23 czerwca 1999 podpisał kontrakt z Aston Villą. Łącznie w koszulce Liverpoolu wystąpił 214 razy. W drużynie Lwów swój pierwszy występ rozegrał 7 sierpnia, kiedy to wystąpił w otwierającym sezon meczu z Newcastle United. Rok później w półfinałowym spotkaniu Pucharu Anglii z Boltonem Wanderers obronił rzut karny, jednak w finale jego drużyna przegrała z Chelsea. 11 lipca 2001 przeniósł się za sumę trzech i pół miliona funtów do West Hamu United. Już na początku gry w nowym klubie nabawił się kontuzji kolana, która wykluczyła go z gry na kilka miesięcy. W koszulce Młotów zadebiutował 24 listopada w ligowym meczu z Tottenhamem Hotspur. W roku 2003 jego drużyna spadła z Premier League, 14 stycznia 2004 podpisał więc kontrakt z Manchesterem City. W ekipie The Citizens zadebiutował trzy dni później w zremisowanym 1:1 meczu z Blackburn Rovers. W pierwszym sezonie wystąpił jeszcze w szesnastu meczach i obronił także dwa rzuty karne (w meczu z Wolverhampton Wanderers i z Leicester City). 12 sierpnia 2006 za kwotę jednego i pół miliona funtów przeszedł do Portsmouth, w którym zadebiutował 19 sierpnia w spotkaniu z Blackburn. 22 kwietnia 2007 w meczu z Aston Villą James rozegrał swój sto czterdziesty drugi mecz w Premier League, w którym zachował czyste konto. Pobił zarazem poprzedni rekord należący do Davida Seamana. James jest także rekordzistą na swojej pozycji pod względem występów w Premiership, w której wystąpił pięćset czterdziesty dwa razy. 21 maja 2007 przedłużył swój kontrakt z Portsmouth o jeden rok. W sezonie 2007/08 został wybrany graczem roku w Portsmouth i zdobył także Puchar Anglii. 30 lipca 2010 roku na zasadzie wolnego transferu wzmocnił Bristol City, w którym występował przez dwa sezony. 28 września 2012 roku podpisał kontrakt do końca sezonu z Bournemouth. 12 marca 2013 roku rozwiązał kontrakt z Bournemouth. Po rozwiązaniu kontraktu, 3 kwietnia wyleciał do Islandii, aby podpisać kontrakt z Vestmannaeyja. David James będzie grał na pozycji bramkarza jako grający trener.

## Kariera reprezentacyjna
James zaliczył 10 spotkań w reprezentacji Anglii U-21, w której zadebiutował w pojedynku z Irlandią. W seniorskiej kadrze zadebiutował 29 marca 1997 w towarzyskim spotkaniu z Meksykiem. Przez pierwsze lata gry był zmiennikiem Davida Seamana. W roku 2002 Sven-Göran Eriksson powołał go na mistrzostwa świata. Na tym turnieju Anglia dotarła do ćwierćfinału, w którym przegrała 1:2 z Brazylią a sam James nie wystąpił w żadnym spotkaniu. 10 sierpnia tego samego roku w meczu z Macedonią Seaman popełnił błąd i wychowanek Watfordu stał się numerem 1. Dwa lata później ten sam selekcjoner powołał go na Euro. Na tej imprezie The Three Lions znów dotarli do ćwierćfinału. James wystąpił we wszystkich meczach. W roku 2006 dostał został także powołany na następny mundial. Tym razem Anglicy dotarli do ćwierćfinału, w którym polegli w rzutach karnych z Portugalią. James nie wystąpił w żadnym pojedynku. W 2010 roku Fabio Capello powołał go na mistrzostwa świata. W RPA Anglicy dotarli do 1/8 finału gdzie przegrali z Niemcami 1:4. A sam David James rozegrał 3 mecze na tym turnieju po czym zakończył karierę w reprezentacji Anglii. Dotychczas w barwach narodowych wystąpił 53 razy.

## Kariera trenerska
James 3 kwietnia 2013r. jako grający asystent trenera objął drużynę I Ligi Islandzkiej o nazwie Vestmannaeyja. Po jego przybyciu do klubu frekwencja na stadionie znacznie wzrosła.